# Малиновська Любов Іванівна
Любов Іванівна Малиновська (31 липня 1921, Оренбург, Росія — 18 травня 2009, Санкт-Петербург, Росія) — радянська, російська акторка. Заслужена артистка РРФСР (1980). Народна артистка Росії (2002).

## Життєпис
Блокадниця, воювала на фронті під час Німецько-радянської війни, працювала токаркою.
Закінчила Всесоюзний державний інститут кінематографії (1947).
Грала на сцені Театру-студії кіноактора.
Зіграла близько 130 ролей у кіно, переважно — другого плану і епізодичні. Дебютувала в картині «Чужа рідня» (1955). Працювала на дублюванні кінофільмів.
Знялась в українських стрічках: «Місто — одна вулиця» (1964, Григорівна), «Іноземка» (1965, епіз.).

## Часткова фільмографія
- «Чужа рідня» (1955, Пелагея, дружина Мирона)
- «Медовий місяць» (1956, зварювальниця)
- «Всього дорожче» (1957, колгоспниця (немає у титрах)
- «Андрійко» (1958)
- «Люба моя людина» (1958, Нюра, медсестра)
- «Шинель» (1959, мати Акакія Акакійовича)
- Люблю тебе, життя! (1960)
- «Дама з собачкою» (1960, дама в театрі)
- «Хлопчик з ковзанами» (1962)
- «Армія „Трясогузки“» (1964)
- «Зайчик» (1964, секретарка)
- «Хочете — вірте, хочете — ні ...» (1964)
- «Поїзд милосердя» (1964)
- «У місті С.» (1966, Анфіса)
- «Катерина Ізмайлова» (1966, стара каторжанка (вокал — А. Жила)
- «Республіка ШКІД» (1966, директорка жіночої трудової колонії)
- «Зимовий ранок» (1966)
- «У вогні броду немає» (1967, мати пораненого хлопчика)
- «Женя, Женечка і „Катюша“» (1967, господиня будинку)
- «Віринея» (1968, попадя)
- «Снігуронька» (1968, Бобиліха)
- «Африканич» (1970, продавчиня в сільпо)
- «Російське поле» (1971, Антонина)
- «Погана хороша людина» (1973, Марья Костянтинівна Бітюгова)
- «Бронзовий птах» (1974, мати Жердяя)
- «Єдина…» (1975, спекулянтка)
- «Ключ без права передачі» (1976, Ольга Денисівна, завуч)
- «Блокада» (1977, Маша, тітка Віри)
- «Чекайте мене, острови!» (1977)
- «Сімейні обставини (фільм, 1977)|Сімейні обставини» (1977, бабуся)
- «Коли йдеш – іди» (1978)
- «У моїй смерті прошу звинувачувати Клаву К.» (1979, Неоніла Миколаївна, вчителька музики в Палаці піонерів)
- «Ми смерті дивилися в обличчя» (1981, (озвучила Віра Титова) — тітка Валя (медсестра, колишня костюмерка Палацу піонерів)
- «Митниця» (1982, сусідка Делькова)
- «Народився я в Сибіру» (1982, вчителька)
- «Магія чорна і біла» (1983, доглядачка на ж/д)
- «Торпедоносці» (1983, Серафима)
- «Пацани» (1983)
- «Жив-був лікар...» (1984)
- «Милий, любий, коханий, єдиний...» (1984, бабуся вкраденої дитини)
- «Людина з акордеоном» (1985)
- «Джек Восьмьоркін — «Американець»» (1986, Пелагея, мати Якова)
- «Біле прокляття» (1987)
- «А чи був Каротин?» (1989, Ксенія Степанівна Воробей)
- «Мандрівний автобус» (1989, Валя, кухарка в їдальні)
- «Серпень на спливі»/рос. «Убегающий август» (1989, мати Бориса)
- «Повернення „Броненосця“» (1996)
- «Квіти календули» (1998, Інеса Йосипівна Протасова) і багато інших…